# 이소쓰촌
이소쓰촌(磯津村)은 에히메현 니시우와군에 설치된 촌이다. 